# GeoDA

GeoDA (andere Schreibweise GeoDa) ist ein Computerprogramm für die Analyse von Geoinformationen, insbesondere für die Räumliche Statistik, Räumliche Ökonometrie und Geo-Datenvisualisierung.

## Funktionsumfang

Verschiedene Darstellungen räumlicher Beziehungen in GeoDA

GeoDa stellt unter anderem die folgenden Funktionen bereit:
- Einige grundlegende Funktionen zum Datenmanagement (Daten zusammenspielen, aggregieren, editieren)
- Visualisierungen ohne Raumbezug (Histogramm, Boxplot, Streudiagramm für zwei Variablen und drei Variablen, Matrixdiagramm, Bubblediagramm, Profildiagramm)
- Multivariate Analysen (Hauptkomponentenanalyse, Multidimensionale Skalierung, verschiedene Clusteranalysen)
- Verfahren der räumlichen Statistik, z. B. verschiedene Varianten des Dichtemaßes Moran's I (räumliche Autokorrelation)
- Verfahren der räumlichen Ökonometrie, z. B. raumbezogene Regressionsanalysen
- Kartographische Darstellungen der deskriptiven Statistiken, räumlichen Statistik und Ökonometrie

## Bedienung
Die Bedienung erfolgt vollständig maus- und menügesteuert. Eine Besonderheit ist die Verknüpfungsmöglichkeit zwischen einerseits Rohdaten und Karten (wie in einem Geoinformationssystem) und andererseits zwischen Analyseergebnissen und Karten. GeoDa unterstützt zahlreiche Datenformate, darunter Shapefile, GeoJSON, MapInfo, GML oder KML.

## Lizenz
GeoDa wird als freie Software unter der GPL (General Public License) veröffentlicht.